# Immortal (cântec)
„Immortal” este un cântec al cantautoarei galeze Marina Diamandis, cunoscută profesional ca Marina and the Diamonds. Acesta a fost lansat ca primul Promotional single de pe al treilea album de studio, Froot pe data de 31 ianuarie 2014